# Morgana

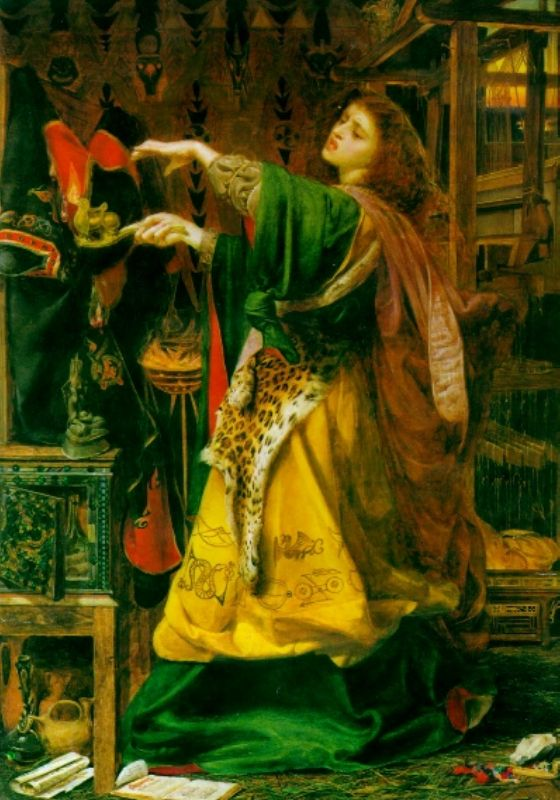
Morgan le Fay, Anthony Frederick Sandys (1829 – 1904), 1864 (Birmingham Art Gallery)

Víla Morgana (v angličtině tradičně Morgan le Fay, v moderní francouzštině la fée, „víla“), známá mimo jiné i pod jmény Morgaine, Morgain, Morgan je mocná a většinou zlá čarodějnice z příběhů o králi Artuši. Její jméno (fata Morgana, tj. „víla Morgana“) nese i iluzivní optický jev v atmosféře.
Rané verze artušovské legendy ji zobrazují pouze jako vílu nebo čarodějnici, více se o ní zmiňují až francouzské rytířské romance jako próza Lancelot-Graal z počátku 13. století. V nich je Morgan dcerou Igraine a jejího prvního manžela Gorloise, vévody z Cornwallu; Artuš, syn Igraine a Uthera Pendragona, je tedy její poloviční bratr. Morgan má nejméně dvě starší sestry, Elaine a Morgause, matky rytíře Gawaina a zrádce Mordreda. V Le Morte D'Arthur od Thomase Maloryho i v jiných verzích je nešťastně provdaná za krále Uriena ze země Gore a má s ním syna Ywaina. Ačkoliv Morgana neustále intrikuje proti Artušovi a rytířům kulatého stolu (například když odhalí cizoložný vztah Lancelota a Guinevery), nakonec se se svým bratrem Artušem usmíří – je jednou ze čtyř královen, které odvážejí Artuše do Avalonu po bitvě u Camlannu.

## Původ této postavy
Jak naznačuje už její jméno (fay znamená víla, nadpřirozená bytost), Morgan byla původně zobrazována spíš jako čarodějka nebo bytost z jiného světa než jako lidská žena. Role čarodějky jí zůstala i poté, co začala být zobrazována jako skutečná žena a sestra krále Artuše. Postava Morgan byla inspirována velšskou mytologií, ve které se objevuje bohyně Modron, nazývaná "dcera Avallachova". Avallach byl velšský bůh, jeho jméno lze však také interrpretovat jako "místo, kde rostou jablka". Tato interpretace souvisí se jménem ostrova Avalon, „Ostrova jabloní“, který byl s Morgan spojován už od doby, kdy se v literatuře objevila poprvé. Existují také názory, které vidí podobnost mezi Morgan a irskou bohyní války a smrti Morrigan, žádná bližší souvislost mezi těmito postavami však nebyla dokázána.
Poprvé se Morganino jméno objevilo v díle Vita Merlini od Geoffreyho z Monmouthu z doby kolem roku 1150. Toto dílo pojednává především o životě kouzelníka Merlina, objevují se v něm ale i epizody z Geoffreyho dřívějšího známého díla, Historia Regum Britanniae. Ve své Historii Geoffrey vysvětluje, že poté, co byl Artuš vážně zraněn v bitvě u Camlannu, byl převezen na ostrov Avalon, aby se tam uzdravil. Ve Vita Merlini je tento ostrov popsán podrobněji a je zmíněna „Morgen“, vůdkyně devíti sester čarodějek, které na ostrově žijí. V mnoha pozdějších zpracováních artušovské legendy Morgan zůstala role Artušovy uzdravitelky z jiného světa.
Zmínky o Morgan z doby před francouzskými rytířskými romancemi jsou sporadické. Chrétien de Troyes ji jen letmo zmiňuje ve své první romanci Erec a Enida dokončené kolem roku 1170; jistý host na svatbě hlavních hrdinů jménem Guigomar, pán ostrova Avalon, je přítelem Morgan. Později v téže básni Artuš podá zraněnému Erekovi hojivou mast, kterou připravila jeho sestra Morgan. Tato báseň tak nejen potvrzuje roli Morgan jako léčitelky, ale obsahuje i první zmínku o Morgan jako o Artušově sestře. Morgan jako léčitelka se objevuje i v Crétienově pozdější romanci s názvem Yvain, rytíř z Lionu.

## Středověká literatura
Morganina role byla značně posílena v cyklu Vulgáta ze 13. století a v pozdějších dílech inspirovaných tímto cyklem. Poté, co Uther Pendragon zabije jejího otce Gorloise a ožení se s její matkou Igraine, je Morgan poslána do kláštera. Tam začne studovat magii, ale její studium je nedobrovolně přerušeno, když ji Uther provdá za krále Uriena. Morgan je v manželství nešťastná a neuspokojivý manželský život si vynahrazuje v náručí milenců, dokud ji nepřistihne královna Guinevera a nevykáže ji z Artušova dvora. Díky Merlinovi Morgan pokračuje ve studiu magie a přitom kuje pikle proti Guineveře. Potom využívá svých schopností i proti Artušovým rytířům; soustředí se zejména na Lancelota, kterého se střídavě pokouší svést a odhalit jako milence Guinevery.
Thomas Malory se většinou drží vyobrazení Morgan ve Vulgátě, v některých epizodách ovšem její roli posiluje. Všemi možnými pozemskými i magickými prostředky se Morgan snaží způsobit Artušův pád. Jedním z nejznámějších příkladů je epizoda, kdy navede svého milence Accolona, aby ukradl Artušuv meč Excalibur a použil ho proti Artušovi v boji muže proti muži. Když neuspěje, hodí Morgan do jezera kouzelnou pochvu, díky které Artuš nikdy nebyl smrtelně zraněn.
Postava Morgan se ve vrcholném a pozdním středověku objevuje zejména v artušovském a karolínském cyklu. Na konci básně Sir Gawain a Zelený rytíř se ukáže, že celou nadpřirozenou zápletku zinscenovala Morgan, aby otestovala Artušovy rytíře a aby vystrašila Guineveru. Z legend o Karlovi Velikém je nejznámější její spojení s Ogierem Dánem, kterého vezme s sebou na kouzelný ostrov jako svého milence.

## Populární kultura
I v moderní době většinou přetrvává představa Morgan jako záporné postavy, která se snaží zničit Artuše. Mark Twain ji ve svém díle Yankee z Connecticutu na dvoře krále Artuše zobrazuje jako zdegenerovanou šlechtičnu žijící v luxusu, zatímco její bezmocní vězni trpí v podzemí zámku i celá desetiletí. V některých současných zpracováních artušovské legendy Morgan pomocí svých kouzel svede Artuše a stane se matkou Mordreda, ačkoli tato role byla dříve přisuzována její sestře Morgause. V těchto verzích využívá Morgan Mordreda jako prostředku ke svrhnutí Artuše.
V druhé polovině 20. století se objevily feministické výklady postavy Morgan jako zosobnění ženské síly, tyto interpretace jsou často spojovány s keltskou ženskou spiritualitou. Tento výklad najdeme zejména v Mlhách Avalonu od Marion Zimmer Bradley, která Morganin boj proti Artušovi spojuje s bojem keltského pohanství a nastupujícího křesťanství.
Ve filmu Johna Boormana Excalibur z roku 1981 se Morgan (kterou zde hraje Helen Mirrenová) objevuje v tradiční roli Merlinovy učednice, její soupeření s Merlinem však dostává v tomto filmu novou dimenzi. V televizním filmu Merlin z roku 1998 se Morgan (kterou hraje Helena Bonham Carterová) stává bezmocnou loutkou v rukou královny Mab. Morgan se také často objevuje v komiksech, jedním z nich jsou i Poklady Británie Simona Bisleyho, kde pomáhá hlavnímu hrdinovi jménem Slaine najít ztracené artefakty svého bratra. Studio Marvel dlouho využívá postavy Morgan la Fay jako nejhrozivější ženské záporné hrdinky, často se objevila například v komiksech o Spider-Woman a The Avengers.
Morgana je také postava z českého muzikálu Excalibur, kde ji ztvárnila Lucie Vondráčková.
Postava Morgany se vyskytuje také v britském seriálu televize BBC Merlin, kde představuje poloviční sestru Artuše, která jej chce svrhnout a sama se dostat na trůn.
Také se vyskytuje v americkém sci-fi seriálu Hvězdná Brána SG-1 a Hvězdná Brána: Atlantida.